# Данн, Джон Грегори
Джон Грегори Данн (25 мая 1932 год — 30 декабря 2003 год) — американский писатель.

## Биография
Родился в Хартфорде, штат Коннектикут. Происходил из семьи богатых ирландских католиков. В детстве страдал заиканием и с трудом писал, но со временем смог побороть свои болезни. Он автор многих статей, эссе и детективных романов. Один из наиболее известных его романов это «Тайны исповеди».
В это книге сюжет развивается так: два брата не виделись много лет. За это время первый стал полицейским, а второй — священником. Полицейский вызван на расследование зверского убийства проститутки (тело погибшей разрубили пополам). В городе он встречает брата. Вдвоем они решают найти убийцу. В деле оказываются замешаны известные люди города.
Писатель умер в Манхэттене от сердечного приступа в декабре 2003 года.